# Dumenic Andry
Dumenic Andry (* 7. Mai 1960 in Zürich) ist ein Schweizer Romanist und Schriftsteller.

## Leben
Dumenic Andry wuchs in Ramosch im bündnerischen Unterengadin auf. Er studierte in Zürich Romanistik und war von 1995 bis 2004 als Gymnasiallehrer am Hochalpinen Institut Ftan tätig. Er schreibt Prosa und Lyrik in Vallader und Rumantsch Grischun, auch regelmässig Beiträge für die Sendung «Impuls» von Radio Rumantsch sowie für die Zeitung La Quotidiana und ist seit 2014 Redaktor der «Annalas da la Societad Retorumantscha».
2009 wurde er mit dem Schillerpreis und 2018 mit dem Schweizer Literaturpreis ausgezeichnet.
Andry lebt in Zuoz im Oberengadin.

## Auszeichnungen
- 2009: Einzelwerkpreis der Schweizerischen Schillerstiftung
- 2018: Schweizer Literaturpreis des Bundesamtes für Kultur für Sablun

## Werke
- Roba da tschel muond. Savognin 2002.
- Uondas. Raquints cuorts. Zürich 2008.
- Sablun. Chur 2017, ISBN 978-3-03845-047-4.
  - Sand. Aus dem Rätoromanischen (Vallader) übersetzt von Claire Hauser Pult und Chasper Pult. Edition Howeg, Zürich 2019, ISBN 978-3-85736-333-7.
- Zina, zina, zana, sco chi vegnan vana. Chur 2023.